# Ekstraliga polska w piłce nożnej kobiet (2010/2011)
Ekstraliga polska w piłce nożnej kobiet 2010/11 – 32. edycja kobiecej Ekstraligi piłkarskiej w Polsce. W porównaniu do poprzedniej edycji została zmieniona formuła rozgrywek. Liczba zespołów została powiększona z sześciu do dziesięciu, zmniejszono za to liczbę spotkań pomiędzy tymi samymi drużynami z czterech do dwóch. Zmniejszyło to liczbę kolejek do rozegrania z 20 do 18. Mistrz kraju premiowany był szansą gry w Lidze Mistrzów w następnym sezonie. Do I ligi spadły dwa ostatnie zespoły. Tytułu broniła RTP Unia Racibórz, a beniaminkami w tym sezonie były ekipy Pogoni Women Szczecin, Górnika Łęczna, Stilonu Gorzów Wielkopolski, Czarnych Sosnowiec i 1. FC Katowice (ta ostatnia wywalczyła awans po barażach).

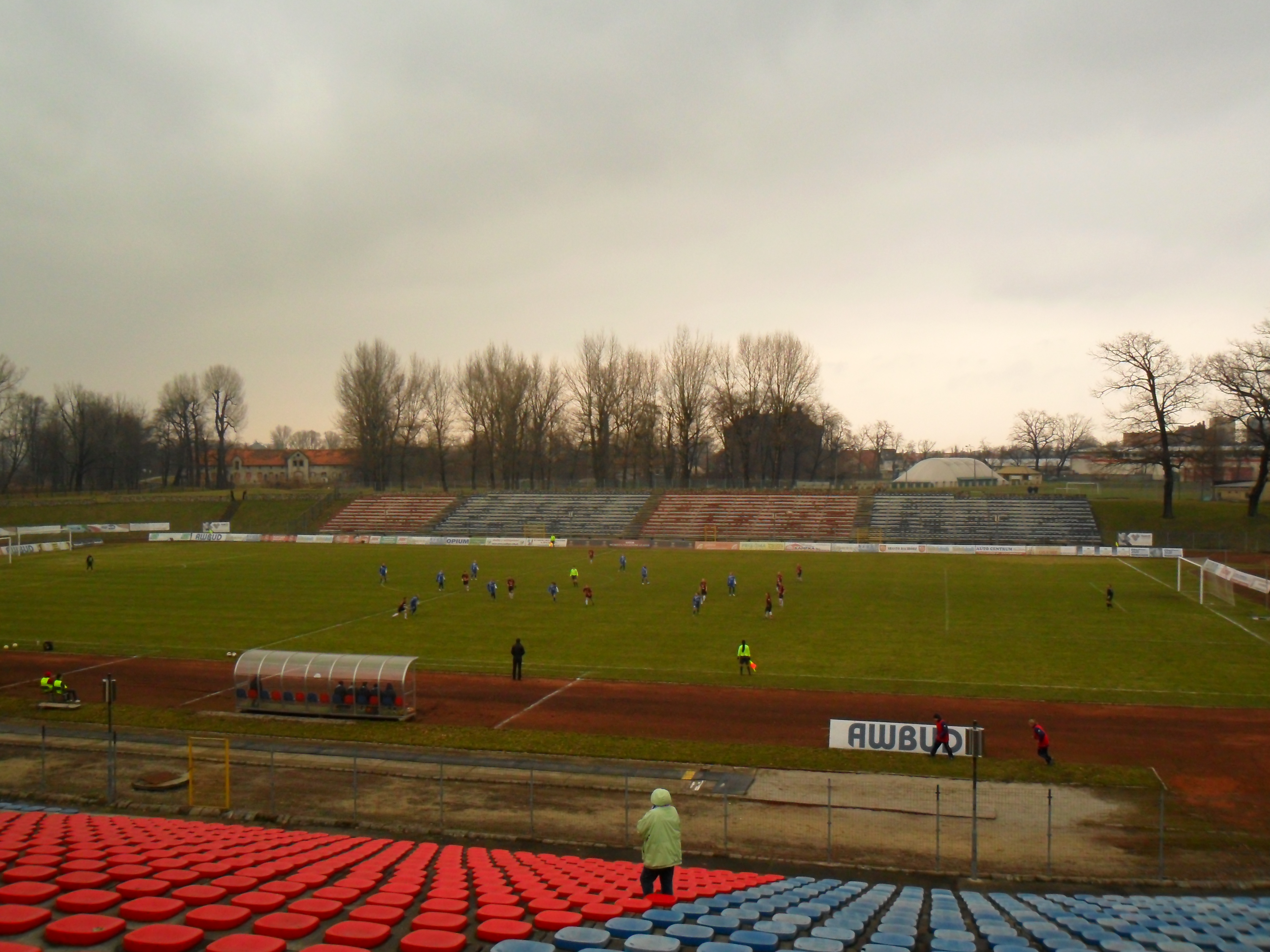
Mecz pierwszej kolejki rundy wiosennej RTP Unia Racibórz – Pogoń Women Szczecin (3:0)

Mistrzostwo, po raz trzeci z rzędu zdobyła RTP Unia Racibórz. Losy tytułu rozstrzygnęły się dopiero w ostatniej kolejce, w której raciborska Unia zmierzyła się na wyjeździe w bezpośrednim meczu z mającym jeszcze szansę na mistrzostwo Medykiem Konin. Mające dwa punkty straty w tabeli koninianki musiały wygrać to spotkanie, jednak to raciborzanki po wygranej 3:0 cieszyły się z tytułu. Walka o trzecie miejsce również toczyła się do ostatniej kolejki. W bezpośrednim starciu na koniec sezonu debiutująca w Ekstralidze Pogoń Women Szczecin nie zdołała na własnym boisku wygrać z KŚ AZS-em Wrocław (mecz zakończył się bezbramkowym remisem). Tym samym brązowe medale przypadły wrocławiankom, które o punkt wyprzedziły zespół ze Szczecina. Piąte miejsce wywalczyły piłkarki Górnika Łęczna, a kolejne lokaty przypadły 1. FC AZS AWF Katowice, AZS PSW Białej Podlaskiej i Mitechowi Żywiec. Do I ligi spadły ekipy Czarnych Sosnowiec oraz Stilonu Gorzów Wielkopolski. Królem strzelców rozgrywek z dorobkiem 27 bramek została Agnieszka Winczo z Unii Racibórz.

## Tabela
Tabela Ekstraligi sezonu 2010/11:
| Poz. | Klub                            | M  | Pkt. | Mecze | Mecze | Mecze | Bramki | Bramki |
| Poz. | Klub                            | M  | Pkt. | zwy.  | rem.  | por.  | zdob.  | stra.  |
| ---- | ------------------------------- | -- | ---- | ----- | ----- | ----- | ------ | ------ |
| 1    | RTP Unia Racibórz               | 18 | 47   | 15    | 2     | 1     | 82     | 7      |
| 2    | Medyk Konin                     | 18 | 42   | 13    | 3     | 2     | 50     | 19     |
| 3    | KŚ AZS Wrocław                  | 18 | 34   | 10    | 4     | 4     | 48     | 21     |
| 4    | Pogoń Women Szczecin            | 18 | 33   | 10    | 3     | 5     | 29     | 20     |
| 5    | Górnik Łęczna                   | 18 | 28   | 8     | 4     | 6     | 29     | 23     |
| 6    | 1. FC AZS AWF Katowice          | 18 | 24   | 7     | 3     | 8     | 21     | 31     |
| 7    | AZS PSW Biała Podlaska          | 18 | 22   | 5     | 7     | 6     | 22     | 24     |
| 8    | TS Mitech Żywiec                | 18 | 13   | 4     | 1     | 13    | 17     | 53     |
| 9    | Czarni Sosnowiec                | 18 | 7    | 2     | 1     | 15    | 10     | 66     |
| 10   | TKKF Stilon Gorzów Wielkopolski | 18 | 6    | 2     | 0     | 16    | 12     | 56     |

## Wyniki spotkań
Runda jesienna:
| 1. kolejka           |                                 |        |                                 |  |
| 13 sierpnia 2010     | Pogoń Women Szczecin            | 1 – 0  | RTP Unia Racibórz               |  |
| 14 sierpnia 2010     | Medyk Konin                     | 4 – 1  | AZS PSW Biała Podlaska          |  |
| 14 sierpnia 2010     | Górnik Łęczna                   | 0 – 1  | KŚ AZS Wrocław                  |  |
| 14 sierpnia 2010     | TKKF Stilon Gorzów Wielkopolski | 1 – 2  | TS Mitech Żywiec                |  |
| 14 sierpnia 2010     | Czarni Sosnowiec                | 0 – 3  | 1. FC AZS AWF Katowice          |  |
| 2. kolejka           |                                 |        |                                 |  |
| 18 sierpnia 2010     | AZS PSW Biała Podlaska          | 0 – 0  | 1. FC AZS AWF Katowice          |  |
| 18 sierpnia 2010     | TS Mitech Żywiec                | 3 – 1  | Czarni Sosnowiec                |  |
| 18 sierpnia 2010     | KŚ AZS Wrocław                  | 5 – 1  | TKKF Stilon Gorzów Wielkopolski |  |
| 18 sierpnia 2010     | RTP Unia Racibórz               | 6 – 0  | Górnik Łęczna                   |  |
| 18 sierpnia 2010     | Medyk Konin                     | 4 – 2  | Pogoń Women Szczecin            |  |
| 3. kolejka           |                                 |        |                                 |  |
| 29 sierpnia 2010     | Pogoń Women Szczecin            | 1 – 0  | AZS PSW Biała Podlaska          |  |
| 29 sierpnia 2010     | Górnik Łęczna                   | 0 – 1  | Medyk Konin                     |  |
| 29 sierpnia 2010     | TKKF Stilon Gorzów Wielkopolski | 0 – 5  | RTP Unia Racibórz               |  |
| 29 sierpnia 2010     | Czarni Sosnowiec                | 0 – 6  | KŚ AZS Wrocław                  |  |
| 29 sierpnia 2010     | 1. FC AZS AWF Katowice          | 0 – 3  | TS Mitech Żywiec                |  |
| 4. kolejka           |                                 |        |                                 |  |
| 4 września 2010      | RTP Unia Racibórz               | 6 – 0  | Czarni Sosnowiec                |  |
| 4 września 2010      | Medyk Konin                     | 1 – 0  | TKKF Stilon Gorzów Wielkopolski |  |
| 4 września 2010      | Pogoń Women Szczecin            | 3 – 0  | Górnik Łęczna                   |  |
| 5 września 2010      | AZS PSW Biała Podlaska          | 1 – 1  | TS Mitech Żywiec                |  |
| 5 września 2010      | KŚ AZS Wrocław                  | 2 – 2  | 1. FC AZS AWF Katowice          |  |
| 5. kolejka           |                                 |        |                                 |  |
| 19 września 2010     | Górnik Łęczna                   | 1 – 1  | AZS PSW Biała Podlaska          |  |
| 19 września 2010     | TKKF Stilon Gorzów Wielkopolski | 0 – 3  | Pogoń Women Szczecin            |  |
| 19 września 2010     | Czarni Sosnowiec                | 1 – 10 | Medyk Konin                     |  |
| 19 września 2010     | 1. FC AZS AWF Katowice          | 0 – 4  | RTP Unia Racibórz               |  |
| 19 września 2010     | TS Mitech Żywiec                | 0 – 3  | KŚ AZS Wrocław                  |  |
| 6. kolejka           |                                 |        |                                 |  |
| 25 września 2010     | Medyk Konin                     | 2 – 0  | 1. FC AZS AWF Katowice          |  |
| 25 września 2010     | Pogoń Women Szczecin            | 2 – 0  | Czarni Sosnowiec                |  |
| 25 września 2010     | Górnik Łęczna                   | 1 – 2  | TKKF Stilon Gorzów Wielkopolski |  |
| 26 września 2010     | AZS PSW Biała Podlaska          | 2 – 1  | KŚ AZS Wrocław                  |  |
| 26 września 2010     | RTP Unia Racibórz               | 6 – 0  | TS Mitech Żywiec                |  |
| 7. kolejka           |                                 |        |                                 |  |
| 9 października 2010  | KŚ AZS Wrocław                  | 1 – 5  | RTP Unia Racibórz               |  |
| 10 października 2010 | TKKF Stilon Gorzów Wielkopolski | 0 – 2  | AZS PSW Biała Podlaska          |  |
| 10 października 2010 | Czarni Sosnowiec                | 1 – 3  | Górnik Łęczna                   |  |
| 10 października 2010 | 1. FC AZS AWF Katowice          | 2 – 0  | Pogoń Women Szczecin            |  |
| 10 października 2010 | TS Mitech Żywiec                | 0 – 2  | Medyk Konin                     |  |
| 8. kolejka           |                                 |        |                                 |  |
| 16 października 2010 | Medyk Konin                     | 1 – 1  | KŚ AZS Wrocław                  |  |
| 16 października 2010 | Górnik Łęczna                   | 1 – 0  | 1. FC AZS AWF Katowice          |  |
| 17 października 2010 | AZS PSW Biała Podlaska          | 1 – 1  | RTP Unia Racibórz               |  |
| 17 października 2010 | TKKF Stilon Gorzów Wielkopolski | 3 – 1  | Czarni Sosnowiec                |  |
| 30 października 2010 | Pogoń Women Szczecin            | 3 – 2  | TS Mitech Żywiec                |  |
| 9. kolejka           |                                 |        |                                 |  |
| 23 października 2010 | Czarni Sosnowiec                | 2 – 2  | AZS PSW Biała Podlaska          |  |
| 23 października 2010 | 1. FC AZS AWF Katowice          | 6 – 1  | TKKF Stilon Gorzów Wielkopolski |  |
| 24 października 2010 | TS Mitech Żywiec                | 1 – 2  | Górnik Łęczna                   |  |
| 30 października 2010 | RTP Unia Racibórz               | 4 – 0  | Medyk Konin                     |  |
| 6 listopada 2010     | KŚ AZS Wrocław                  | 0 – 0  | Pogoń Women Szczecin            |  |

Runda wiosenna:
| 10. kolejka      |                                 |              |                                 |  |
| 19 marca 2011    | RTP Unia Racibórz               | 3 – 0        | Pogoń Women Szczecin            |  |
| 19 marca 2011    | KŚ AZS Wrocław                  | 4 – 1        | Górnik Łęczna                   |  |
| 20 marca 2011    | TS Mitech Żywiec                | 3 – 2        | TKKF Stilon Gorzów Wielkopolski |  |
| 11 maja 2011     | AZS PSW Biała Podlaska          | 1 – 3        | Medyk Konin                     |  |
| 17 maja 2011     | 1. FC AZS AWF Katowice          | 1 – 0        | Czarni Sosnowiec                |  |
| 11. kolejka      |                                 |              |                                 |  |
| 26 marca 2011    | 1. FC AZS AWF Katowice          | 1 – 0        | AZS PSW Biała Podlaska          |  |
| 26 marca 2011    | Czarni Sosnowiec                | 1 – 0        | TS Mitech Żywiec                |  |
| 26 marca 2011    | TKKF Stilon Gorzów Wielkopolski | 0 – 4        | KŚ AZS Wrocław                  |  |
| 26 marca 2011    | Górnik Łęczna                   | 1 – 1        | RTP Unia Racibórz               |  |
| 26 marca 2011    | Pogoń Women Szczecin            | 0 – 2        | Medyk Konin                     |  |
| 12. kolejka      |                                 |              |                                 |  |
| 25 maja 2011     | AZS PSW Biała Podlaska          | 1 – 1        | Pogoń Women Szczecin            |  |
| 9 marca 2011     | Medyk Konin                     | 2 – 2        | Górnik Łęczna                   |  |
| 9 marca 2011     | RTP Unia Racibórz               | 8 – 0        | TKKF Stilon Gorzów Wielkopolski |  |
| 9 marca 2011     | KŚ AZS Wrocław                  | 6 – 0        | Czarni Sosnowiec                |  |
| 9 marca 2011     | TS Mitech Żywiec                | 0 – 2        | 1. FC AZS AWF Katowice          |  |
| 13. kolejka      |                                 |              |                                 |  |
| 21 kwietnia 2011 | Czarni Sosnowiec                | 0 – 7        | RTP Unia Racibórz               |  |
| 21 kwietnia 2011 | TKKF Stilon Gorzów Wielkopolski | 0 – 2        | Medyk Konin                     |  |
| 21 kwietnia 2011 | Górnik Łęczna                   | 5 – 0        | Pogoń Women Szczecin            |  |
| 21 kwietnia 2011 | TS Mitech Żywiec                | 0 – 3        | AZS PSW Biała Podlaska          |  |
| 21 kwietnia 2011 | 1. FC AZS AWF Katowice          | 1 – 5        | KŚ AZS Wrocław                  |  |
| 14. kolejka      |                                 |              |                                 |  |
| 30 kwietnia 2011 | AZS PSW Biała Podlaska          | 0 – 0        | Górnik Łęczna                   |  |
| 30 kwietnia 2011 | Pogoń Women Szczecin            | 5 – 1        | TKKF Stilon Gorzów Wielkopolski |  |
| 30 kwietnia 2011 | Medyk Konin                     | 5 – 1        | Czarni Sosnowiec                |  |
| 30 kwietnia 2011 | RTP Unia Racibórz               | 8 – 0        | 1. FC AZS AWF Katowice          |  |
| 30 kwietnia 2011 | KŚ AZS Wrocław                  | 4 – 0        | TS Mitech Żywiec                |  |
| 15. kolejka      |                                 |              |                                 |  |
| 7 maja 2011      | 1. FC AZS AWF Katowice          | 2 – 2        | Medyk Konin                     |  |
| 7 maja 2011      | Czarni Sosnowiec                | 0 – 3        | Pogoń Women Szczecin            |  |
| 7 maja 2011      | TKKF Stilon Gorzów Wielkopolski | 0 – 2        | Górnik Łęczna                   |  |
| 7 maja 2011      | KŚ AZS Wrocław                  | 3 – 1        | AZS PSW Biała Podlaska          |  |
| 7 maja 2011      | TS Mitech Żywiec                | 1 – 5        | RTP Unia Racibórz               |  |
| 16. kolejka      |                                 |              |                                 |  |
| 21 maja 2011     | RTP Unia Racibórz               | 5 – 2        | KŚ AZS Wrocław                  |  |
| 21 maja 2011     | Górnik Łęczna                   | 2 – 0        | Czarni Sosnowiec                |  |
| 21 maja 2011     | Pogoń Women Szczecin            | 1 – 0        | 1. FC AZS AWF Katowice          |  |
| 21 maja 2011     | Medyk Konin                     | 7 – 1        | TS Mitech Żywiec                |  |
| 22 maja 2011     | AZS PSW Biała Podlaska          | 3 – 0        | TKKF Stilon Gorzów Wielkopolski |  |
| 17. kolejka      |                                 |              |                                 |  |
| 28 maja 2011     | KŚ AZS Wrocław                  | 0 – 2        | Medyk Konin                     |  |
| 28 maja 2011     | 1. FC AZS AWF Katowice          | 0 – 2        | Górnik Łęczna                   |  |
| 28 maja 2011     | RTP Unia Racibórz               | 5 – 0        | AZS PSW Biała Podlaska          |  |
| 28 maja 2011     | Czarni Sosnowiec                | 2 – 1        | TKKF Stilon Gorzów Wielkopolski |  |
| 28 maja 2011     | TS Mitech Żywiec                | 0 – 4        | Pogoń Women Szczecin            |  |
| 18. kolejka      |                                 |              |                                 |  |
| 4 czerwca 2011   | AZS PSW Biała Podlaska          | 3 – 0 (w.o.) | Czarni Sosnowiec                |  |
| 4 czerwca 2011   | TKKF Stilon Gorzów Wielkopolski | 0 – 1        | 1. FC AZS AWF Katowice          |  |
| 4 czerwca 2011   | Górnik Łęczna                   | 6 – 0        | TS Mitech Żywiec                |  |
| 4 czerwca 2011   | Medyk Konin                     | 0 – 3        | RTP Unia Racibórz               |  |
| 4 czerwca 2011   | Pogoń Women Szczecin            | 0 – 0        | KŚ AZS Wrocław                  |  |